# 风翼龙属
风翼龙属（Aerodactylus）是已滅絕生物翼龍目的一個屬，包含單一物種风翼龙（Aerodactylus scolopaciceps），以往被認為是翼手龍屬的一個物種。
风翼龙出土於德國巴伐利亞的石灰岩遺跡。該物種生存於距今1億5000萬年前的侏羅紀晚期，體型約與小型猛禽差不多大，且頭部具備翼龍目動物典型的三角形頭冠。
Aerodactylus為該物種之屬名，不僅在拉丁文中具有「乘風的手指」（wind finger）之意，同時也致敬了知名的《寶可夢》角色「化石翼龍」（Aerodactyl）。